# Simona Ryser
Simona Ryser (* 1969 in Zürich) ist eine Schweizer Schriftstellerin, Hörspielregisseurin, Opernsängerin (Sopran), Journalistin und Podcastproduzentin.

## Leben
Nach einer Lehre als Verlagsbuchhändlerin arbeitete Simona Ryser im Lektorat beim Diogenes Verlag, Zürich. Die Matura machte sie auf dem zweiten Bildungsweg. Ab 1989 absolvierte sie ein Gesangsstudium und Meisterkurse, unter anderem bei Vera Schlosser, Judith Koelz und Hilde Zadek. Von 1993 bis 1995 war sie am Opernstudio Biel/Bienne (CH), seit 1995 hat sie Engagements als Opernsängerin am Stadttheater Biel, am Luzerner Theater, am Opernhaus Leipzig, an den Salzburger Festspielen, in Zürich und in diversen freien Produktionen. Dafür wurde sie mit diversen Auszeichnungen und Förderpreisen belohnt. Zudem hat sie Libretti geschrieben etwa für die Kinderoper "Penelopes Game" von Philipp Stampfli oder für "Apartment" von Edward Rushton. Seit 1998 veranstaltet die Gruppe «szene und musik» unter der künstlerischen Leitung von Simona Ryser Anlässe mit innovativen Musikprogrammen.
Von 1992 bis 1999 studierte Ryser Philosophie und Neuere Deutsche Literatur an der Universität Zürich mit Lizentiatsabschluss bei Sigrid Weigel, seither ist sie journalistisch tätig (für Radio SRF, das UZHmagazin, NZZ, Entwürfe usw.).
Seit 2004 ist Ryser als freie Hörspielregisseurin und Produzentin von diversen Audioformaten unter anderem für SRF, NDR, SR, dradio sowie für die Universität Zürich, die Stadt Zürich u. a. tätig.

## Werke

### Texte
- Die Geschichte der Tochter. Roman (1988, unveröffentlicht)
- Grenzschichten (in: Entwürfe. Zürich 3/1993)
- ‹ohne titel› (in: Denkbilder. Zürich 3/1997)
- Crescendo im Text. Über die Sprache als Musik und die Musik als Sprache (in: Scriptum Rothenburg, 7/1997)
- Nachttage. Roman (1994, tw, veröffentlicht, SR DRS1)
- Lied der Melpomene. Die Signifikanten: Mehr Meer (in: Scriptum Rothenburg 3/1995)
- Mimi will nicht sterben. Hörspiel, Zürich 1999
- Guerrieri et amorosi. Klagelieder (1999)
- Geheimnis, Spur, Hinterlassenschaft: ‹Malina› und der zerschriebene Satz vom Grund. Zum Verhältnis von Literatur und Philosophie bei Ingeborg Bachmann und Martin Heidegger. Liz. Zürich 1999
- Toscas Tod. Eine Kriminaloper. Musik: Johannes Marks. Libretto: Simona Ryser (2000)
- Penthesileas Kuss (in: Entwürfe – Schmerz.Männlich.Weiblich. Zürich 6/2001)
- Philosophie für Kinder. Hörspielserie von Simona Ryser (2003, unveröffentlicht)
- Winternacht von Adelheid Duvanel. Hörspielfassung von Simona Ryser, nach Texten von Adelheid Duvanel, Audio-CD. Christoph Merian Verlag 2007, ISBN 978-3-85616-320-4
- Maries Gespenster. Roman. Limmat, Zürich 2007, ISBN 978-3-85791-535-2
- Schlaflose Nacht. Hörspiel nach dem gleichnamigen Roman von Alice Rivaz (Übersetzung: Markus Hediger). Audio-CD. Merian, Basel 2007, ISBN 978-3-85616-338-9
- Warum das Kind in der Polenta kocht von Aglaja Veteranyi; Hörspielfassung von Simona Ryser. Audio-CD. Christoph Merian Verlag, Basel 2011, ISBN 978-3-85616-749-3
- Helenenplatz. Roman. Limmat, Zürich 2011, ISBN 978-3-85791-640-3
- Der Froschkönig. Roman. Limmat, Zürich 2015, ISBN 978-3-85791-764-6

### Hörspiele und Audioformate (Auswahl)
- 2005: Simona Ryser: Kaktusfeigen am Stadtrand – Audiotour (Stadt Zürich)
- 2006: Adelheid Duvanel: Winternacht  – Hörspielfassung und Regie (SRF)
- 2008: Alice Rivaz: Schlaflose Nacht – Hörspielfassung und Regie (SRF)
- 2010: Aglaja Veteranyi: Warum das Kind in der Polenta kocht  – Hörspielfassung und Regie (SRF)
- 2013: Stefanie Gerhold: Come Back – Regie (Hörspiel – DKultur)
- 2014: Simona Ryser: Haus der Wissenschaft – Audiotour (Universität Zürich)
- 2018: Simona Ryser: Bonnie & Clyde  – Regie (SRF)
- 2019: Judith Keller: Die Fragwürdigen – Hörspielfassung und Regie (SRF)
- 2021: Simona Ryser: Wer steckt dahinter? Podcast über Fortpflanzungsmedizin – (Universität Zürich)

## Auszeichnungen
- Studer/Ganz-Preis 2006
- Rauriser Literaturpreis 2008
- Atelieraufenthalt in New York 2011 (Pro Helvetia)
- Werkbeiträge vom Kanton Zürich und von Pro Helvetia
- Werkbeitrag UBS-Kulturstiftung 2013